# Marzel von Zoltowski
Marzel Adam von Zoltowski, polnisch: Marceli Adam Żółtowski, (* 2. November 1850 in Niechanowo; † 13. April 1925 in Posen) war Rittergutsbesitzer und Mitglied des Deutschen Reichstags.

## Leben

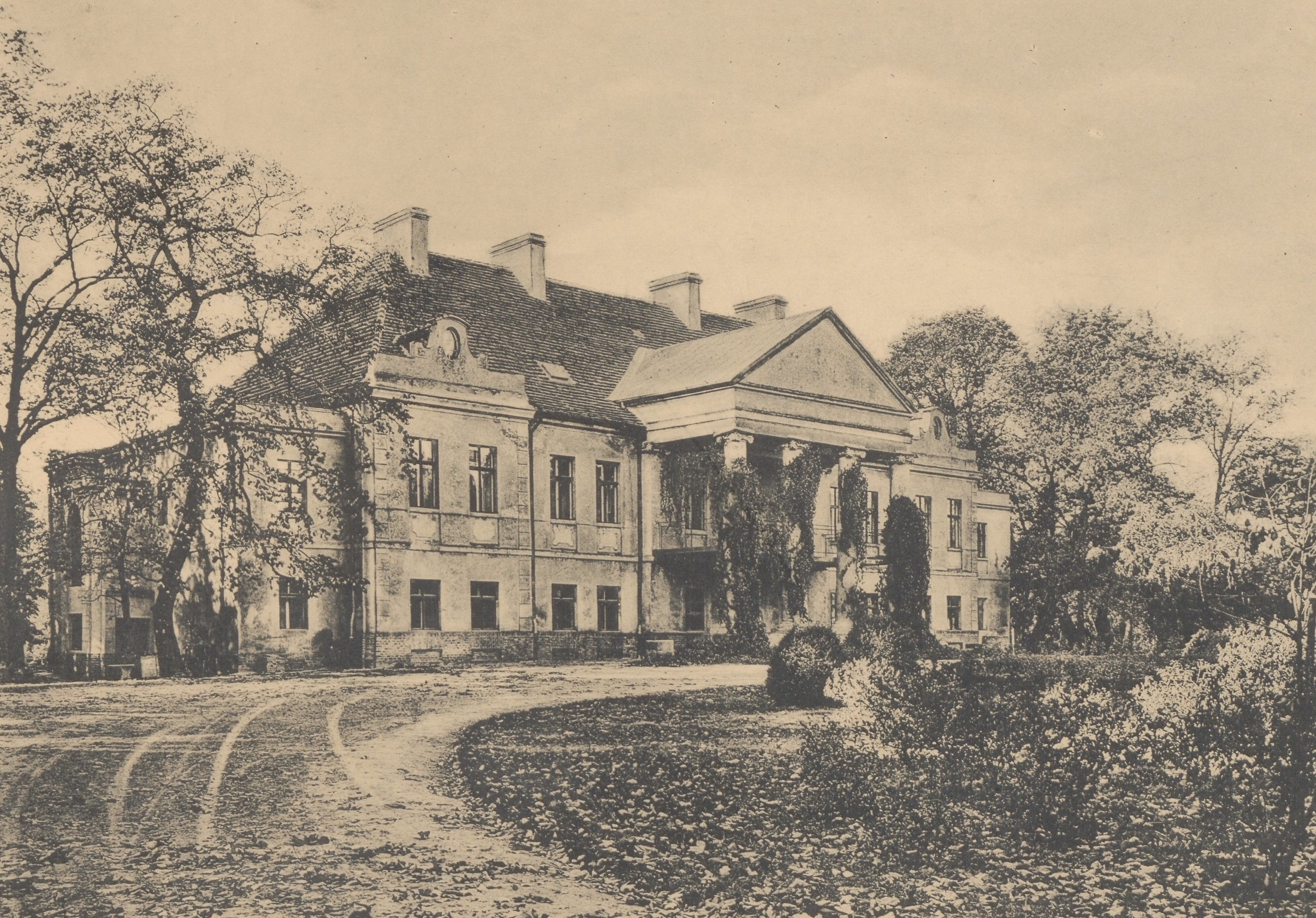
Schloss Niechanowo

Zoltowski besuchte das Gymnasium in Posen und studierte an den Universitäten in Berlin und Löwen. Er widmete sich der Landwirtschaft und übernahm 1875 die Güter seines Vaters in Godurowo. Ab 1879 war er verheiratet mit Louise Czarnecka (1858–1943), sie hatten zehn Kinder. Er war ein Mitbegründer der Land Bank in Posen und des Grundeigentümer-Verbands.
Von 1881 bis 1884 war er Mitglied des Deutschen Reichstags für den Wahlkreis Regierungsbezirk Posen 4 Buk, Schmiegel, Kosten und die Polnische Fraktion.